# Alkotmányozó Nemzetgyűlés (Chile)
Az Alkotmányozó nemzetgyűlés (spanyolul: Convención costitucional) Chile alkotmányozó népképviseleti szerve volt 2021. július 4. és 2022. július 4. között. A testületet a 2020-as chilei népszavazás után hozták létre , hogy a konvent megválasztott tagjai új alkotmányt készítsenek elő. 

## Választása és összetétele
A választásokat 2021 májusában tartották meg, ahol 155 mandátumot kellett megválasztani.

## Működése
A választások után a konvent júniusban ült össze, ahol megszavazták a elnökét és alelnökét, akiket a nemzetgyűlés abszolút többségével lehet megválasztani a tisztségekre. A működési szabályzatukat és a szavazások szabályait is kétharmdos többséggel lehet megszavazni. Ugyanúgy kétharmados többség kell hogy bármilyen döntés szülessen valamint azok a dolgok, amikben nem jut a gyűlés konszenzusra, azt kihagyják az alkotmány-tervezetből. A jelenleg hatályos chilei alkotmány leírja, hogy tisztelni kell a demokratikus berendezkedést, jogállamiságot illetve a nemzetközi megállapodásokat.  A nemzetgyűlés 9 hónapra kapott időt hogy új alkotmányt fogalmazzon meg és javaslatokat tegyenek valamint, hogy elkészítse, a határidő egyszer 3 hónappal kitolható még. Abban az esetben ha az új alkotmány tervezetét jóváhagyja a nemzetgyűlés, vagy lejár az egyszeri 3 hónapnyi plusz idő, akkor a nemzetgyűlés feloszlatja magát.

## Vezetése

### Vezetőség
| Tisztség       | Név | Név                            | Kezdet          | Vég        | Párt neve | Párt neve                                                             |
| -------------- | --- | ------------------------------ | --------------- | ---------- | --------- | --------------------------------------------------------------------- |
| Elnök          |     | María Elisa Quinteros Cáceres  | 2022. január 5. | hivatalban |           | független (Alkotmányozó Szociális Mozgalmak)                          |
| Alelnök        |     | Gaspar Domínguez Donoso        | 2022. január 5. | hivatalban |           | független                                                             |
| Társ alelnökök |     | Tomás Laibe Sáez               | 2022. január 6. | hivatalban |           | Chilei Szocialista Párt                                               |
| Társ alelnökök |     | Amaya Alvez Marín              | 2022. január 6. | hivatalban |           | Demokratikus Forradalom (Széles Front)                                |
| Társ alelnökök |     | Bárbara Sepúlveda Hales        | 2022. január 6. | hivatalban |           | Chilei Kommunista Párt (Méltó Chile)                                  |
| Társ alelnökök |     | Lidia González Calderón        | 2022. január 6. | hivatalban |           | független (bennszülött közösségek, Yagán indián közösség képviselője) |
| Társ alelnökök |     | Natividad Llanquileo Pilquimán | 2022. január 6. | hivatalban |           | független (bennszülött közösségek, Mapuche közösség képviselője)      |

### Elnökök
| N.º | Név      | Név                                         | Kezdet          | Vég             | Párt neve                                       | Párt neve                                                        |
| --- | -------- | ------------------------------------------- | --------------- | --------------- | ----------------------------------------------- | ---------------------------------------------------------------- |
| —   | sinmarco | Carmen Gloria Valladares Moyano (helyettes) | 2021. július 4. | 2021. július 4. | Nem politikai jelölt Választási Bíróság titkára | Nem politikai jelölt Választási Bíróság titkára                  |
| 1   | sinmarco | Elisa Loncón Antileo                        | 2021. július 4. | 2022. január 5. |                                                 | független (bennszülött közösségek, Mapuche közösség képviselője) |
| 2   |          | María Elisa Quinteros Cáceres               | 2022. január 5. | Hivatalban      |                                                 | független (Alkotmányozó Szociális Mozgalmak)                     |

## Bizottságok

### Átmeneti
2021. júliusn 7-én a konvent második ülésén három bizottságot hoztak létre: a szabályozási, költségvetési és etikai bizottságot. Mind a három bizottságban kaptak mandátumot a bennszülött közösségek képviselői.
Július 16-án újabb 6 bizottságot hoztak létre: emberi jogi és történelmi igazságtételi; kommunikáció, tájékoztatás és átláthatósági; népképivseleti és területi egyenlőségi ; decentralizációs és egyenlőségi és az állampolgári részvételi bizottságot.

### Szakbizottságok
Miután jóváhagyta a nemzetgyűlés azt általános házirendjüket, az alkotmányozási folyamat miatt különböző szakbizottságokat hoztak létre:
- Politikai rendszer, Kormányzat, Törvényhozói hatalom és választási rendszer
- Alkotmányos alapelvek és demokrácia
- Államforma és területi joghatóságok
- Alapvető jogok
- Környezetvédelem és gazdasági modell
- Igazságügyi rendszer, a társadalmi kontroll önálló szervezetei és alkotmányos reform
- Tudomány, technológia, kultúra, művészet és örökségi értékek

## Összetétele

### Koalíció
|                                                                            |                                       |                  |              |            |
| Összetétel                                                                 |                                       |                  |              |            |
| Koalíció neve                                                              | Koalíció neve                         | Szavazatok száma | Szavazatok % | Mandátumok |
|                                                                            | Előre Chile                           | 1,174,502        | 20.56        | 37         |
|                                                                            | Méltóság Erősítése                    | 1,070,361        | 18.74        | 28         |
|                                                                            | Népi Lista                            | 927,603          | 16.24        | 26         |
|                                                                            | Megerősítő Lista                      | 825,397          | 14.45        | 25         |
|                                                                            | Pártonkívüli képviselők               | 473,194          | 8.29         | 11         |
|                                                                            | Egyéb független politikus             | 408,289          | 7.15         | 7          |
|                                                                            | Alkotmányozó Szociális Mozgalmak      | 243,986          | 4.27         | 3          |
|                                                                            | függetlenek                           | 232,020          | 4.06         | 1          |
|                                                                            | Zöld Ökológiai Párt                   | 194,783          | 3.41         | 0          |
|                                                                            | Forradalmi Munkáspárt                 | 52,421           | 0.92         | 0          |
|                                                                            | Patrióta Unió                         | 42,135           | 0.74         | 0          |
|                                                                            | Keresztény Állampolgárok              | 37,479           | 0.66         | 0          |
|                                                                            | Humanista Párt                        | 29,084           | 0.51         | 0          |
| Érvényes szavazatok                                                        | Érvényes szavazatok                   | 5,711,254        | 100.00       | 138        |
|                                                                            |                                       |                  |              |            |
| Érvényes szavazatok                                                        | Érvényes szavazatok                   | 5,711,254        | 92.28        |            |
| Érvénytelen szavazatok                                                     | Érvénytelen szavazatok                | 187,760          | 3.03         |            |
| Üresen hagyott lapok                                                       | Üresen hagyott lapok                  | 289,713          | 4.68         |            |
| Szavazatok összesen                                                        | Szavazatok összesen                   | 5,973,695        | 100.00       |            |
| Indián közösségek mandátumai                                               |                                       |                  |              |            |
|                                                                            | Mapuche közösség                      | 217,884          | —            | 7          |
|                                                                            | Aymara közösség                       | 19,241           | —            | 2          |
|                                                                            | Diaguita közösség                     | 11,239           | —            | 1          |
|                                                                            | Lickanantay közösség                  | 6,772            | —            | 1          |
|                                                                            | Indigenous seats: Colla közösség      | 2,138            | —            | 1          |
|                                                                            | Kecsuák közössége                     | 2,076            | —            | 1          |
|                                                                            | Rapa Nui közösség                     | 1,871            | —            | 1          |
|                                                                            | Chango közösség                       | 910              | —            | 1          |
|                                                                            | Kawésqar közösség                     | 249              | —            | 1          |
|                                                                            | Yaghan közösség                       | 61               | —            | 1          |
| Érvényes szavazatok                                                        | Érvényes szavazatok                   | 262,441          | 100.00       | 17         |
|                                                                            |                                       |                  |              |            |
| Érvényes szavazatok                                                        | Érvényes szavazatok                   | 262,441          | 92.59        |            |
| Érvénytelen szavazatok                                                     | Érvénytelen szavazatok                | 5,312            | 1.87         |            |
| Üresen hagyott lapok                                                       | Üresen hagyott lapok                  | 15,686           | 5.53         |            |
| Szavazatok összesen                                                        | Szavazatok összesen                   | 283,439          | 100.00       | 17         |
| Választásra jogosultak/Résztvevők (%)                                      | Választásra jogosultak/Résztvevők (%) | 1,239,295        | 22.87        |            |
| Szavazatok összesen                                                        |                                       |                  |              |            |
| Érvényes szavazatok                                                        | Érvényes szavazatok                   | 5,973,695        | 92.30        |            |
| Érvénytelen szavazatok                                                     | Érvénytelen szavazatok                | 193,072          | 2.98         |            |
| Üresen hagyott lapok                                                       | Üresen hagyott lapok                  | 305,399          | 4.72         |            |
| Szavazatok összesen                                                        | Szavazatok összesen                   | 6,472,166        | 100.00       |            |
| Választásra jogosultak/Résztvevők (%)                                      | Választásra jogosultak/Résztvevők (%) | 14,900,190       | 43.43        |            |
| Source: SERVEL Archiválva 2022. január 10-i dátummal a Wayback Machine-ben |                                       |                  |              |            |